# Peter Zacher (Fußballspieler)
Hans-Peter Zacher (* 9. Januar 1948) ist ein ehemaliger deutscher Fußballspieler.

## Sportlicher Werdegang
Zacher rückte Ende der 1960er Jahre aus der Jugend in die seinerzeit in der 1. Amateurliga Südbaden als höchsten Amateurspielklasse antretenden Wettkampfmannschaft beim SC Freiburg auf, mit der der Offensivspieler in der Spielzeit 1967/68 Drittligameister wurde und in der anschließenden erfolglos verlaufenden Aufstiegsrunde zur Regionalliga Süd antrat. Anschließend wechselte er zum Bundesligaabsteiger Karlsruher SC in die Regionalliga Süd. Mit diesem wurde er zwar am Ende der Spielzeit 1968/69 Südmeister, verpasste aber in der Aufstiegsrunde den Sprung zurück in die deutsche Eliteserie. Dabei hatte er sich jedoch nicht als Stammspieler etablieren können und nur 17 Spiele bestritten, nach nur einer Spielzeit zog er daher zum Ligakonkurrenten SSV Reutlingen 05 weiter. Hier war er zwar Stammspieler, der Klub landete jedoch als Tabellenelfter im Nirgendwo der Tabelle. Daher wechselte er erneut, der Bundesligaabsteiger TSV 1860 München sicherte sich die Dienste des Amateurnationalspielers. Die von Hans Tilkowski betreute Mannschaft brauchte jedoch lange Zeit, ehe sie eingespielt war und verpasste somit am Ende der Spielzeit 1970/71 als Tabellenvierter die Teilnahme an den Aufstiegsspielen. Dabei blieb Zacher, der nicht an die in Reutlingen gezeigte Torgefahr anknüpfen konnte und sich wie viele Neuzugänge nicht etablieren konnte, ebenso wie im Folgejahr nur die Rolle des Ergänzungsspielers. Er absolvierte 18 Regionalliga-Partien und erzielte dabei 4 Tore in zwei Spielzeiten für die Giesinger.
Im Sommer 1972 zog Zacher zu Eintracht Bad Kreuznach in die drittklassige Amateurliga Südwest weiter. Mit dem Klub stieg er im folgenden Jahr in die Regionalliga Südwest auf, konnte sich aber als Neuling aufgrund der Fünfjahreswertung nicht für die neu eingeführte 2. Bundesliga qualifizieren. Als Amateurligameister stieg er mit dem Klub jedoch im folgenden Jahr auf und gehörte in der Spielzeit 1975/76 mit 36 Saisonspielen als Dauerbrenner, dabei erzielte er fünf Saisontore. Der Klub stieg jedoch direkt wieder ab. 1977 kehrte er zum SC Freiburg in den Breisgau zurück, mit dem er sich am Ende der Spielzeit 1977/78 als Südbadenmeister für die Aufstiegsrunde zur 2. Bundesliga qualifizierte. Vor dem SSV Ulm 1846 und seinem Ex-Klub SSV Reutlingen 05 schaffte er mit der Mannschaft ohne Niederlage den Aufstieg in die Zweitklassigkeit. Hier kam er in der Hinrunde der Zweitligasaison 1978/79 noch mehrfach zum Einsatz, ehe er sich zum Karriereausklang dem Amateurklub SV Endingen anschloss. Dort war er später auch als Trainer tätig.